# رايموند إي. إس. ويليامسون
رايموند إي. إس. ويليامسون (بالإنجليزية: Raymond E. S. Williamson)‏ هو عسكري أمريكي، ولد في 1 سبتمبر 1894 في بروكلين في الولايات المتحدة، وتوفي في 27 سبتمبر 1957 في مونتيري في الولايات المتحدة.